# Il savait
Il savait est une nouvelle policière de Chester Himes publiée pour la première fois en décembre 1933. La nouvelle a pour héros les agents de police John Jones et Henry Walls.

## Résumé
Alors que des entrepôts font l'objet de cambriolages répétés depuis quelque temps, les agents de police Jones et Walls sont appelés sur les lieux pour patrouiller. 